# آلفیو فونتانا
آلفیو فونتانا (به ایتالیایی: Alfio Fontana) بازیکن فوتبال و اهل ایتالیا است که از سال ۱۹۵۷ میلادی عضو تیم ملی فوتبال ایتالیا بوده و در ۳ بازی ملی حضور داشته‌است. او در بازی‌های ملی‌اش گلی به ثمر نرساند.
آلفیو فونتانا آخرین بازی ملی خود را در سال ۱۹۶۰ میلادی انجام داد.